# Rhaphidophora ustulata
Rhaphidophora ustulata är en kallaväxtart som beskrevs av Peter Charles Boyce. Rhaphidophora ustulata ingår i släktet Rhaphidophora och familjen kallaväxter. Inga underarter finns listade.